# Jerry (singolo)
Jerry è il diciottesimo singolo della cover band statunitense Me First and the Gimme Gimmes, pubblicato per la Fat Wreck Chords il 4 marzo 2008.

## Descrizione
Questo singolo è composto di cover di Jerry Reed.
Jerry è il quinto ed ultimo singolo della serie Square Dance Series. È stato pubblicato in un totale di 4,374 copie (1,100 su vinile nero quadrato e 3,274 su vinile giallo).

## Tracce
1. East Bound and Down (Rough Mix)
2. I'm Gonna Write a Song

## Formazione
- Spike Slawson - voce
- Joey Cape - chitarra
- Chris Shiflett - chitarra
- Fat Mike - basso, voce
- Dave Raun - batteria